# The Cypress String Quartet
The Cypress String Quartet je americké profesionální smyčcové kvarteto, které interpretuje komorní klasickou hudbu. Název souboru je odvozen z českého díla Cypřiše, souboru dvanácti milostných písní pro smyčcové kvarteto Antonína Dvořáka.

## Historie
Soubor byl založen v roce 1996 v San Franciscu a v tomto městě sídlí dodnes. V letech 2003 až 2009 byl také tzv. souborem „in-Residence“ (projekt hostování souborů na amerických školách) na San Jose State University. Současné složení tělesa je následující:
- Cecily Ward (housle)
- Tom Stone (housle)
- Ethan Filner (viola)
- Jennifer Kloetzel (violoncello).

## Interpretace a koncertní činnost
Interpretuje hudbu mnoha hudebních skladatelů, například Debussyho, Suka, Haydna, Dvořáka, Beethovena nebo Ravela. Členové tělesa hrají na historických hudebních nástrojích. Kromě houslí, vyrobených Antoniem Stradivarim v roce 1681, jde o housle Carlose Bergonziho z roku 1733, violu Vittoria Bellarosu z roku 1947 a violoncello, které v roce 1701 vyrobil Girolamo Amatim.
Soubor je přibližně 100 dní v roce na cestách. Vystupuje zejména v USA, dále koncertuje v mnoha zemích Severní Ameriky nebo Evropy, například v Mexiku, Kanadě, Velké Británii, Francii, Itálii, Německu, Rakousku nebo v Japonsku.
Nahrávky souboru vydalo, kromě jiných, například vydavatelství Naxos.